# Ян Кубіста (1960)
Ян Кубіста (чеськ. Jan Kubista; нар. 27 травня 1960, Прага) — колишній чехословацький легкоатлет, бігун на довгі дистанції. Триразовий чемпіон Чехословаччині у бігу на 800 метрів. Став першим легкоатлетом в Чехословаччині, що пробіг 1500 метрів менш ніж за 3ː35. 

## Спортивна кар'єра
Почав займатись в спортивному товаристві «Спарта» (Прага). У 1981 році став  чемпіоном Чехословаччини у бігу на 800 метрів з часом 1:49,36. Титул він захистив також у двох наступних роках 1982 і 1983 (1:48,01 і 1:47,58).
В його найкращий сезон 1983 року встановив особисті рекорди на 800 (1ː47,27) і 1500 метрів (3ː34,87), а також досяг навіть свого найбільшого міжнародного успіху, зайнявши 10 місце на чемпіонаті світу в Гельсінкі в бігу на 1500 метрів.
Під керівництвом Йосипа Одложила кваліфікувався на Олімпійські ігри 1988 року в бігу на 1500 метрів, але зайняв 38 місце у кваліфікації з часом 3:46.41.

## Особисте життя
Має трьох синів — старший, Ян Кубіста (нар. 1990), також легкоатлет, дворазовий чемпіон Чехії, а двоє молодших, Войтех (нар. 1993) та Матей (нар. 1996), професійні футболісти.